# Tropideres niveirostris
Tropideres niveirostris — вид жесткокрылых из семейства ложнослоников.

## Описание
Жук длиной от 3,5 до 5 мм. Верхняя часть тела в коричневых и ржаво-рыжих волосках; головотрубка в белых, а вершина надкрылий в желтоватых волосках. Глаза широко расставлены, расстояние между ними не меньше поперечника глаза.